# Лам Шёнйи
Спенсер Лам Шёнйи (林尚義 Линь Шанъи, диал. Лам Сёнъи) (7 ноября 1934 — 23 апреля 2009) — гонконгский футболист, телевизионный футбольный комментатор и учитель Китайского университета Гонконга, выпускник экономического факультета. Представлял Китайскую Республику на нескольких международных футбольных соревнованиях.

## Ранние годы
Лам Шёнйи родился в богатой семье с восемью сёстрами и братом и был самым младшим ребёнком. Родительский дом находился в Коулун Сити, также семья имела шесть участков земли. Экономические условия позволили ему заниматься футболом.

## Футбольная карьера

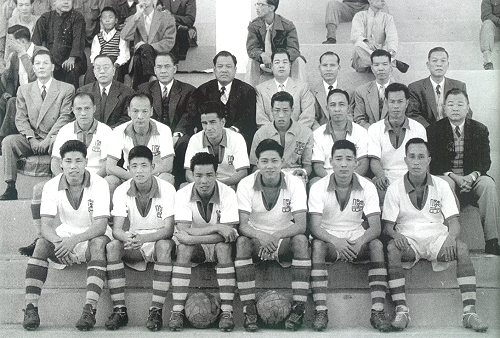
«Китчи» на благотворительном матче в Макао (1959 год). Лам Шёнйи впереди справа

Лам Шёнйи начал заниматься футболом в возрасте 13 лет на небольшом песчаном поле, в 1953 году он присоединился к команде китайской спортивной ассоциации. B следующем году он перешёл в «Истерн», где играл до трансфера в «Китчи», в 1958 году он вернулся в «Истерн».
Лам Шёнйи окончил экономический факультет Китайского университета Гонконга и Гонконгский институт образования, чтобы зарабатывать деньги не только как футболист. Кроме комментатора и футболиста, он работал преподавателем в колледже искусств Святого Стефана, преподавал социологию, китайский язык и другие предметы.
В 1958 году он представлял Китайскую Республику на Азиатских играх в Токио, Тайвань завоевал золотую медаль. Два года спустя он представлял Китайскую Республику в Риме на Олимпийских играх.
В 1971 году Лам Шёнйи с «Гонконг Рейнджерс» выиграл национальный чемпионат и Гонконгский Челлендж Шилд, он собирался уйти в отставку после того сезона, но впоследствии был приглашён в «Истерн», он официально завершил карьеру в 1973 году и занял пост тренера команды.

## Работа комментатором
После ухода со спорта Лам Шёнйи работал на коммерческом радио Гонконга в качестве футбольного комментатора, одним из наиболее известных событий в его комментаторской карьере можно считать матч 19 мая 1985 года в рамках отборочного турнира чемпионата мира 1986 (азиатской зоны), сборная Гонконга в Пекине на стадионе «Пролетарий» обыграла Китай, что позволило претендовать на финальный этап, в итоге Гонконг выиграл группу, но в плей-офф уступил Японии с общим счётом 5:1. Затем Лам Шёнйи работал на коммерческом радио «Цай Вэньцзянь», куда попал, пройдя конкурс комментаторов. В конце 1980 года он работал в качестве комментатора азиатского футбола на телевидении, а позже вместе с Джеймсом Вонгом и другими телеведущими комментировал чемпионат мира по футболу 1990. Работа на кубке мира улучшила репутацию Лама Шёнйи как профессионального комментатора. В следующем году Лам Шёнйи работал на TVB ведущим футбольной программы «Мир болельщиков», руководя которой, он обеспечивал доступ любителям футбола к авторитетным мнениям и фактам из истории футбола от гонконгских футбольных легенд. Лам Шёнйи имел уникальный голос и стиль комментариев, поэтому он часто приглашался гостем для рекламы («Кока-Кола» и «FedEx»), на теле- и киноспектакли.

## Съёмки в фильмах
В 1992 году Лам Шёнйи дебютировал в кино, снявшись в фильме «Отпор 2» в роли учителя дзюдо. Также он снялся во всех четырёх частях «Молодые и опасные» в роли папы Лама. Его последней ролью в кино стал Тинибал Карл Чиу, герой фильма «Зелёный чай», снятого в 2004 году. Эта роль в фильме стала для него 40-й, пик его активности как актёра пришёлся на конец 90-х.

## Скандал
3 июля 1998 года Лам Шёнйи, Венди Хонь (韩毓霞) и Квок Камин (郭家明) анализировали матч четвертьфинала чемпионата мира 1998 года Франции против Италии. Во время перерыва телекамеры зафиксировали, как Лам Шёнйи достаёт и прикуривает сигарету. Гости в студии отреагировали свистом, это дало комментаторам понять, что они ещё в эфире. Курение Лама Шёнйи в прямом эфире стало темой многих обсуждений.

## Личная жизнь
У Лама Шёнйи было два брака, в 23 года он женился первый раз, но брак вскоре распался. Его вторая жена работала в «Sing Pao Daily News», её звали Лю Хуэйфан (Лау Ваифонг). В 2005 году в возрасте 43 лет она умерла в результате острой кровопотери, обусловленной циррозом печени. Внезапная смерть жены стала для Лам Шёнйи серьёзным ударом, в середине августа 2005 года после истечения срока договора с TVB он вышел на пенсию, не дождавшись начала чемпионата мира 2006 года. Однако последний выход в эфир Лам Шёнйи состоялся утром 10 июля 2006 года в передаче про финал чемпионата мира. Хоть официально он объявил о своём уходе на пенсию, в ночь перед и после матчей по радио транслировались его программы. В том же году врач посоветовал ему бросить курить, что положило конец десятилетиям никотиновой зависимости.

## Смерть и память
23 апреля 2009 года в 11:00 утра его сын нашёл отца дома без сознания. Он был доставлен в больницу и в 11:58 была констатирована смерть Лам Шёнйи в возрасте 74 лет.
25 апреля 2009 в спортивной программе «Мир спорта» и 3 мая в трансляции «Мира болельщиков» были показаны эпизоды, посвящённые памяти Лам Шёнйи.